# SATB
SATB é um acrónimo para soprano, contralto (também chamado de alto), tenor, baixo, usado para a classificação de coros segundo a condução de vozes própria. As peças escritas para esta combinação de vozes podem ser cantadas tanto por coros mistos como por coros infantis ou só de homens adultos.
SATB também se pode referir a vários tipos de grupos instrumentais, tais como um quarteto de saxofones composto por um saxofone soprano, um saxofone contralto, um saxofone tenor e um saxofone barítono ou baixo. 
Outra variante é o SATTB, onde o 'tenor mais baixo' é normalmente classificado como barítono. 
Uma peça marcada como SATB div. denota que as suas partes individuais podem separar-se em algum ponto, mas não tanto que chegue para se considerar que pertencem a outra parte. 
Muitas peças não corais são escritas usando o acrónimo SATB, geralmente fugas, entre outras A arte da fuga e A oferenda musical de Johann Sebastian Bach.